# Teddy Okereafor
Teddy Okereafor (nacido el 11 de noviembre de 1992 en Newham, Londres) es un jugador de baloncesto británico que actualmente pertenece a la plantilla del Apollon Limassol BC de la Primera División de baloncesto de Chipre. Con 1,93 metros de altura juega en la posición de Escolta. Es internacional absoluto con Gran Bretaña.

## High School
Se formó en el Christchurch School, situado en Christchurch, Virginia.
Como sénior, ayudó a los Seahorses a hacer una de las mejores temporadas de su historia, tras acabar con un récord de 23-6 (incluyendo un 14-0 en la Virginia Prep League) y llegar a las semifinales estatales. Promedió como sénior 13,1 puntos y 7,2 asistencias, lo que le llevó a ser nombrado jugador del año de la Virginia Prep League y elegido en el mejor quinteto del estado de Virginia.

## Universidad
Tras graduarse en 2011, asistió durante dos años (2011-2013) a la Universidad de la Mancomunidad de Virginia, situada en Richmond, Virginia, antes de ser transferido a la Universidad de Rider, situada en Lawrenceville, Nueva Jersey, donde asistió en sus dos últimos años de universitario (2014-2016).

### VCU

#### Freshman
En su primera temporada con VCU, su año freshman (2011-2012), jugó 26 partidos (ninguno como titular) con los Rams con un promedio de 0,8 puntos (70 % en tiros libres) y 0,7 asistencias en 5,5 min. Se proclamó campeón de la Colonial Athletic Association.
Fue el primer jugador británico que jugó en los Rams desde Nick George (2002-2006). Dio 2 o más asistencias en 5 ocasiones. Salió más de 10 min en 5 ocasiones (en 3 de esas 5 ocasiones dio 2 o más asistencias). Anotó los primeros puntos de su carrera universitaria (en la 2.ª parte) en la victoria contra los UAB Blazers, el 20 de diciembre de 2011. 
Dio la primera asistencia de su carrera universitaria contra los Seton Hall Pirates, el 17 de noviembre de 2011. Su mejor partido de la temporada fue en la victoria contra los Northeastern Huskies en 1.ª ronda del torneo de la Colonial Athletic Association (8 puntos y 2 asistencias).

#### Sophomore
En su segunda y última temporada con VCU, su año sophomore (2012-2013), jugó 32 partidos (1 como titular) con los Rams con un promedio de 1,3 puntos (68,8 % en tiros libres), 1 rebote y 1,6 asistencias en 8,3 min.

#### Promedios
Disputó un total de 58 partidos (1 como titular) con los VCU Rams entre las dos temporadas, promediando 1 punto (69,2 % en tiros libres) y 1,1 asistencias en 7 min de media.

### Rider
Fue red-shirt en la temporada 2013-2014 debido a las reglas de la NCAA al ser transferido de universidad.

#### Júnior
En su primera temporada con Rider, su año júnior (2014-2015), jugó 33 partidos (todos como titular) con los Broncs con un promedio de 11,2 puntos (31,8 % en triples y 72,7 % en tiros libres), 4,6 rebotes, 4 asistencias y 1,8 robos en 34 min. Tuvo el mejor % de tiros libres y fue el máximo anotador (370 puntos) y asistente (133 asistencias) y el 1.º en robos (59 robos) y min por partido (1,121 min) del equipo. 
A final de temporada fue elegido en el segundo mejor quinteto de la Metro Atlantic Athletic Conference.
En su debut con los Broncs contra los Princeton Tigers, anotó 16 puntos, cogió 4 rebotes y dio 4 asistencias. Hizo el primer doble-doble de su carrera universitaria contra los Saint Peter's Peacocks. Metió 28 puntos y atrapó 9 rebotes en la victoria contra los Siena Saints. Marcó 29 puntos y cogió 6 rebotes en la victoria contra los Lehigh Mountain Hawks.
Finalizó la temporada en la Metro Atlantic Athletic Conference con el 12.º mejor % de tiros libres y fue el 3.er máximo asistente y el 3.º en asistencias totales, el 4.º en robos por partido y robos totales, el 5.º en min totales disputados, el 8.º en min por partido, el 11.º en triples anotados (49), el 12.º en rebotes defensivos totales (127), el 15.º en partidos disputados, el 16.º en tiros libres anotados (93), el 18.º en puntos totales y el 19.º máximo anotador.

#### Sénior
En su segunda y última temporada con Rider, su año sénior (2015-2016), jugó 33 partidos (todos como titular) con los Broncs con un promedio de 12,1 puntos (50 % en tiros de 2, 30,1 % en triples y 73,7 % en tiros libres), 4,2 rebotes, 4,5 asistencias y 1,1 robos en 35,4 min. Fue el máximo anotador y asistente, el 1.º en min por partido, el 2.º en triples anotados (46) y el 3.er máximo reboteador del equipo.
A final de temporada fue elegido en el tercer mejor quinteto de la Metro Atlantic Athletic Conference y en el mejor quinteto académico de la Metro Atlantic Athletic Conference. También fue seleccionado en el mejor quinteto del torneo Cancun Challenge Mayan Division y en el mejor quinteto de la pretemporada de la Metro Atlantic Athletic Conference.
En el mes de enero promedió 18,4 puntos, 4,3 rebotes y 4,5 asistencias, siendo nombrado jugador de la semana de la Metro Atlantic Athletic Conference (semana del 11 al 17 de enero de 2016). Batió el récord de tiros libres anotados en un partido de la Metro Atlantic Athletic Conference (anotó 38 puntos (25-30 en tiros libres) en la victoria contra los Marist Red Foxes). Metió 30 puntos (incluyendo los 15 últimos puntos del equipo) contra los Quinnipiac Bobcats. Hizo un doble-doble (16 puntos y 11 rebotes) en la victoria contra los Charleston Southern Buccaneers.
Finalizó la temporada en la Metro Atlantic Athletic Conference con el 16.º mejor % de tiros libres y fue el 3.º en min totales disputados (1,168), el 4.º máximo asistente y el 4.º en asistencias totales (150), el 5.º en min por partido, el 12.º en tiros libres anotados (112), el 13.º en rebotes defensivos totales (126), el 15.º en robos totales (37), el 18.º en robos por partido, el 25.º máximo anotador y el 30.º en partidos disputados.

#### Promedios
Disputó un total de 66 partidos (todos como titular) con los Rider Broncs entre las dos temporadas, promediando 11,6 puntos (30,9 % en triples y 73,2 % en tiros libres), 4,4 rebotes, 4,2 asistencias y 1,4 robos en 34,6 min de media.
Metió un total de 770 puntos en sus dos años en la universidad. 
Terminó su periplo universitario en la Metro Atlantic Athletic Conference como el 10.º en min por partido.

## Trayectoria profesional

### Pärnu Sadam
El 2 de noviembre de 2016, el Pärnu Sadam de la Alexela KML (máxima división estonia), anunció su incorporación hasta diciembre, siendo esta su primera experiencia como profesional.

### Pistoia Basket
El 29 de noviembre el Pistoia Basket de la Lega Basket Serie A anunció la conratación a prueba de Okereafor, siendo confirmado un mes después hasta final de temporada.

## Selección Británica

### Categorías inferiores
Disputó con las categorías inferiores de la selección británica el Europeo Sub-18 División B de 2010, celebrado en Ramat Gan y Tel-Aviv, Israel, donde Gran Bretaña quedó en 6.ª posición.
Jugó 8 partidos con un promedio de 5 puntos (43,8 % en triples), 4,6 rebotes, 3,4 asistencias y 2,1 robos en 22,5 min de media.
Finalizó el Europeo Sub-18 División B de 2010 con el 8.º mejor % de triples y fue el 14.º en robos y el 18.º máximo asistente.

### Absoluta
Debutó con la Selección de baloncesto de Gran Bretaña en el verano de 2015.